# Wadi al-Arba’in

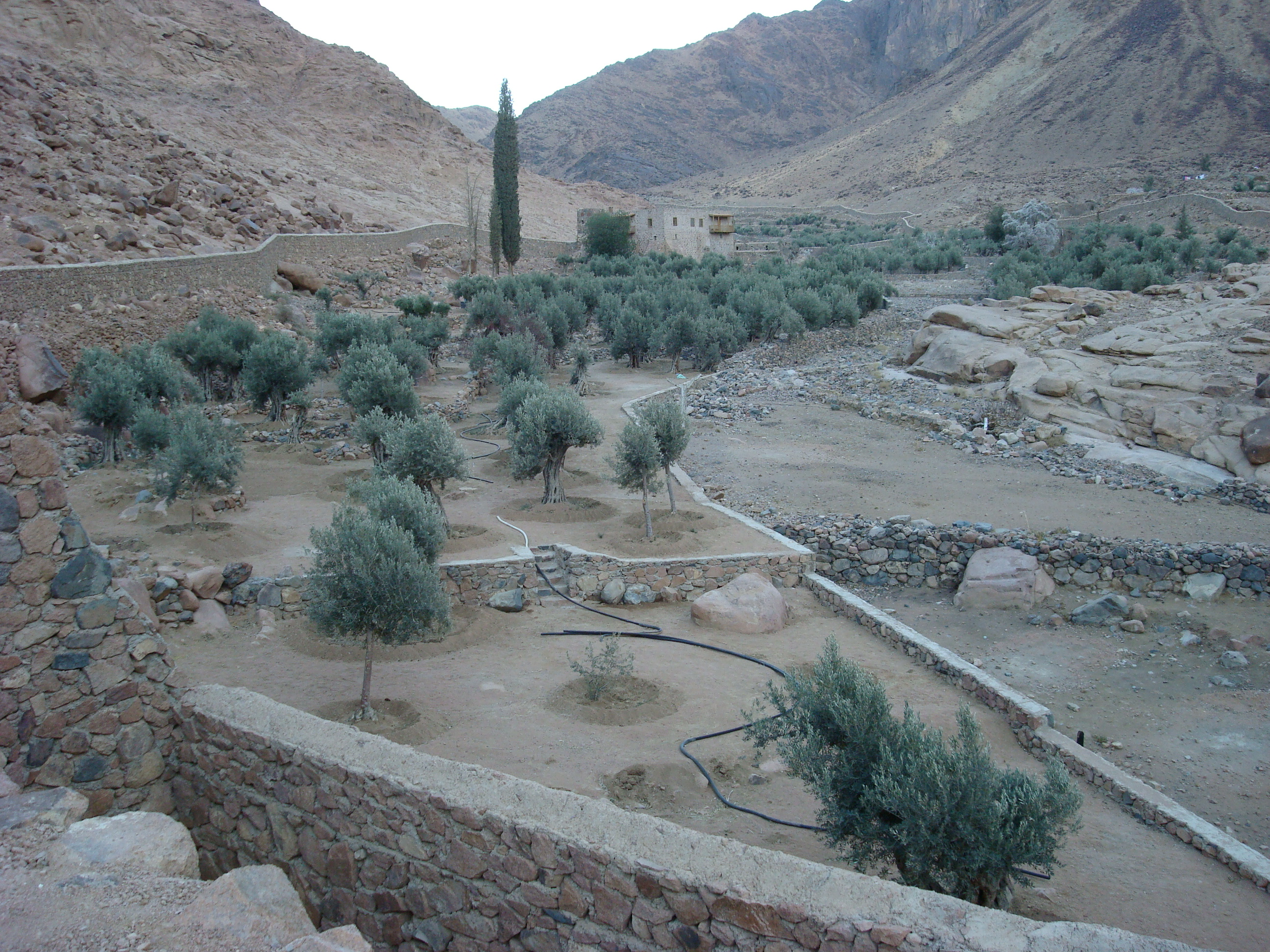
Widok na dolinę i Klasztor Czterdziestu Męczenników

Wadi al-Arba’in (arab. وادي الأربعين) – wadi w okolicach Góry Synaj w południowej części półwyspu Synaj w Parku Narodowym Świętej Katarzyny w muhafazie Synaj Południowy w Egipcie, koło miejscowości Święta Katarzyna. Położone jest na zachód od Góry Synaj, przy której łączy się z Wadi asz-Szrajl.
W wadi (dolinie) znajduje się Hajar Musa (Skała Mojżesza), gdzie prawdopodobnie Mojżesz wydobył wodę ze skały. Jest to święte miejsce dla trzech wielkich religii monoteistycznych judaizmu, chrześcijaństwa i islamu. Miejscowi Beduini wierzą, że dwanaście szczelin w tej skale oznacza dwanaście źródeł wymienionych w Koranie (Sura 2:60). Jest ona również wymieniona w Biblii jako Skała, która podtrzymywała Izraelitów w drodze do Ziemi Obiecanej (1 Kor. 10:4: "i pili ten sam duchowy napój. Pili zaś z towarzyszącej im duchowej skały, a tą skałą był Chrystus"). Obok niej jest mała kaplica prawosławna. Według szwajcarskiego orientalisty Johanna Burckhardta plemiona Beduinów wierzą, że samice wielbłądów, jeśli przykucną przed ową skałą to staną się płodne i dadzą więcej mleka. Beduińskie pary oświadczają się sobie przy tej skale.
W południowej części wadi znajduje się też Klasztor Czterdziestu Męczenników, który został zbudowany w VI wieku na cześć czterdziestu męczenników chrześcijańskich, którzy zginęli w Sebaście w centralnej Turcji. Zakonnicy uważają, że czterdziestu chrześcijańskich żołnierzy armii rzymskiej w III w. zmuszano do kultu bogów pogańskich, a odmawiając oddawania czci zginęli. Kaplicę w tym klasztorze poświęcono pustelnikowi – św. Onufremu, pochodzącemu z Górnego Egiptu, który mieszkał przez 70 lat w tutejszej skalnej pustelni na północnym krańcu ogrodu, aż do swej śmierci w 390 n.e.